# Węgorzewo
Węgorzewo [vɛŋɡɔˈʐɛvɔ] (indtil 1946 polsk: Węgobork; tysk: Angerburg, litauisk: Ungura) er en turistby ved floden Angrapa i det nordøstlige Polen, i den historiske region Masurien.  Den er administrationsby i  powiat Węgorzewo i  voivodskabet Warmińsko-mazurskie og har 10.879(2021) indbyggere. Søen Mamry ligger tæt på byen,  som ikke ligger  langt fra grænsen til Ruslands Kaliningrad Oblast.

## Historie
Byen blev første gang nævnt i en krønike fra 1335 som Angirburg, eller "åleslot", en bosættelse af Teutoniske Riddere med et blokhus, en palisade og et vagttårn. Et dokument fra 1341 rapporterede, at den tyske orden havde skænket land på floden Angerapp (Angrapa) til tolv gammelpreussere for deres loyale tjeneste. Storhertugen af Litauen, Kęstutis, ødelagde slottet i 1365, selvom det blev genopbygget i 1398. Færdiggørelsen af stenslottet Angerburg gjorde det muligt for Teutoniske Riddere at øge udviklingen af det omkringliggende landskab.